# Casa da Calçada (Amarante)
A Casa da Calçada é um edifício histórico da zona histórica da cidade de Amarante atualmente transformado em hotel de luxo.
Construído no século XVI para ser um dos principais palácios do Conde do Redondo, foi durante as invasões francesas um albergue dos comandos aliados, tendo desempenhado um papel essencial na defesa de Amarante e da estrada de acesso ao Porto. No entanto, ao terceiro dia de batalha, o edifício foi destruído pelo fogo.
Foi mais tarde adquirida e reconstruída pela família Pereira do Lago. Serviu de ponto de encontro para políticos e intelectuais, já no século XX. Em 2001, ficou recuperado na sua totalidade e, em Novembro de 2003, passou a integrar a conceituada cadeia de hotéis Relais & Châteaux.

## História
Em 1473, os Conde de Redondo recebem por doação o Concelho de Gouveia de Riba Tâmega, sendo o seu foral atribuído em 1513 pelo Rei D. Manuel. Durante o primeiro quartel do século XVI inicia-se a construção da torre de defesa da Ponte de Amarante, destinada a cobrar portagem, e dos Palácios dos Condes do Redondo, o do Paço e o da Casa da Calçada. Numa representação topográfica da antiga Ponte de Amarante, que ruiu em Fevereiro de 1763, figura a Casa da Calçada.
Aquando da Segunda Invasão Francesa, em Abril de 1809, instalam-se na Casa da Calçada os comandos Português e Inglês, tendo a sua localização estratégica, contribuído para o sucesso decisivo das tropas do General Francisco da Silveira e do Marechal General Wellesley. No entanto a Casa acabaria incendiada devido aos bombardeamentos das tropas napoleónicas lideradas pelo Marechal Soult.
No século XIX, durante a década de 20, a Casa da Calçada é comprada pela família Lago Cerqueira, que realizou as obras de recuperação do edifício principal e anexos. Posteriormente, um ilustre descendente, António do Lago Cerqueira, após o segundo incêndio que a Casa sofre em 1916, recupera a Casa da Calçada, mantendo a sua traça barroca, associando contudo elementos do neoclassicismo do início do século XX. António do Lago Cerqueira, foi o primeiro Presidente da Câmara de Amarante, logo após a implantação da República Portuguesa, em 1910. Destacou-se como político, tornando-se amigo de Afonso Costa, Bernardino Machado e António Maria da Silva, e desempenhou o cargo de deputado, chegando a ser Ministro do Trabalho e dos Negócios Estrangeiros.
Posteriormente abandona Portugal por razões políticas e vai para Paris onde frequenta o Curso de Viticultura e Vinificação do Institut National Agronomique, onde fez algumas palestras. É da sua autoria a conferência “Les vins du Portugal - Le vin de Porto” em 1929. Amnistiado em 1932, regressa à Casa da Calçada, onde inicia a produção dos Vinhos e Aguardentes das Caves da Calçada, que atingem grande sucesso sendo inclusivamente exportados para o Brasil e para as Colónias Ultramarinas Portuguesas. Durante a Segunda Grande Guerra, a Casa da Calçada recebe, ilustres exilados, como a princesa austríaca Steinberg, e outros amigos da época vivida em Paris. António do Lago Cerqueira viria a no entanto a falecer em 1945 poucos meses depois da Guerra terminar.
A Casa da Calçada fica desocupada a partir desse momento e posteriormente é comprada por António Manuel Mota, que inicia com os seus filhos, o projecto de recuperação da Casa da Calçada e a sua transformação em Estalagem, recuperando os seus Jardins e a respectiva Vinha, retomando a produção dos Vinhos Verdes de qualidade, tal como hoje existe.